# Teodora Ungureanu
Teodora Ungureanu (n. 13 noiembrie 1960, Reșița, România) este o antrenoare și arbitră internațională de gimnastică artistică, respectiv o fostă gimnastă română de talie mondială, medaliată la Jocurile Olimpice de vară din 1976 (Montreal, Canada).

## Biografie sportivă
Teodora a început gimnastica la Clubul Școlar Reșița. În 1971 se înscrie la școala de gimnastică de la Onești, condusă de Béla Károlyi și soția sa, Marta Károlyi. La primele Campionate Naționale la care a participat, în 1971, s-a clasat pe primul loc în concursul de la individual compus la categoria copii.
Deși a fost o gimnastă cu multe calități, reușind să câștige medalii la Cupa Mondială și concursuri internaționale, performanțele sale au fost adesea umbrite de cele ale celebrei colege de echipă, Nadia Comăneci, clasîndu-se pe locul al doilea, după Nadia, la mai multe ediții ale Campionatelor Naționale 
La Jocurile Olimpice de vară din 1976 a ratat cu puțin câștigarea medaliei de bronz la individual compus, clasându-se în final pe locul patru. Cu toate acestea, reușește să își adauge în palmares, pe lângă medalia de argint din concursul  pe echipe, alte două medalii în finalele pe aparate: bronz la bârnă și argint la paralele inegale.
În 1978 se mută la clubul sportiv Dinamo București. La ultima competiție la care participă, Jocurile Mondiale Universitare din 1979 (Mexico City, Mexic), câștigă medalia de aur la individual compus. 
După retragerea din activitatea competițională, se înscrie la Academia Națională de Educație Fizică și Sport din București.

## Viață personală
În 1980 s-a căsătorit cu gimnastul român Sorin Cepoi și împreună au o fiică, Adriana. Teodora și soțul său lucrează o perioadă  în cadrul trupei de circ Cornea, după care se mută în Franța unde antrenează timp de opt ani, iar din 1993 se stabilesc în SUA. 
În prezent, Teodora și soțul său conduc clubul de gimnastică „Dynamic Gymnastics”, statul New York, SUA. Totodată, Teodora arbitrează și diverse concursuri de gimnastică.
În 2001 a fost inclusă în International Gymnastics Hall of Fame.

## Palmares
| An   | Competiție                                          | Echipe | I C | Săr | P I | Bâr | Sol |
| ---- | --------------------------------------------------- | ------ | --- | --- | --- | --- | --- |
| 1971 | Campionatele Naționale (categ. III)                 | 1      | 1   |     |     |     |     |
| 1972 | Campionatele Republicane pentru Juniori (categ. II) | 1      |     |     |     |     |     |
| 1972 | Cupa Federației Române de Gimnastică                | 1      | 5   |     |     |     |     |
| 1973 | Campionatele Școlilor (categ. I)                    |        | 1   |     |     |     |     |
| 1973 | Campionatele Naționale pentru Juniori (categ. I)    | 1      | 1   |     |     |     |     |
| 1974 | Campionatele Naționale pentru Juniori (categ. I)    | 2      |     |     |     |     |     |
| 1975 | Campionatele Balcanice                              |        | 2   |     |     |     |     |
| 1975 | Campionatele Naționale ale României                 | 1      | 2   | 2   | 2   | 2   | 1   |
| 1975 | Cupa Mondială                                       |        | 6   | 4   |     | 6   | 2   |
| 1976 | Campionatele Naționale ale României                 |        | 2   |     |     |     |     |
| 1976 | Jocurile Olimpice (Montreal, Canada)                | 2      | 4   |     | 2   | 3   |     |
| 1977 | Campionatele Europene                               |        | 4   | 8   | 7   |     |     |
| 1977 | Campionatele Internaționale ale României            |        | 2   |     |     |     |     |
| 1978 | Campionatele Naționale ale României                 |        | 2   |     |     |     |     |
| 1978 | Campionatele Mondiale (Strasbourg, Franța)          | 2      |     |     |     |     |     |
| 1979 | Jocurile Mondiale Universitare (Mexico City, Mexic) |        | 1   | 3   | 1   | 1   | 2   |

Legendă: Echipe = Echipe, I C = individual compus, Săr = sărituri, P I = paralele inegale, Bâr = bârnă, Sol = sol

## Distincții
- Ordinul Muncii clasa I (18 august 1976) „pentru rezultatele deosebite obținute la Jocurile olimpice de vară de la Montreal – 1976, precum și pentru contribuția adusă la dezvoltarea activității sportive și la creșterea prestigiului sportului românesc pe plan internațional”[4]